# Zelo Buon Persico
Zelo Buon Persico is een gemeente in de Italiaanse provincie Lodi (regio Lombardije) en telt 6010 inwoners (31-12-2004). De oppervlakte bedraagt 18,7 km², de bevolkingsdichtheid is 288 inwoners per km².
De volgende frazioni maken deel uit van de gemeente: Villa Pompeiana.

## Demografie
Zelo Buon Persico telt ongeveer 2284 huishoudens. Het aantal inwoners steeg in de periode 1991-2001 met 28,1% volgens cijfers uit de tienjaarlijkse volkstellingen van ISTAT.

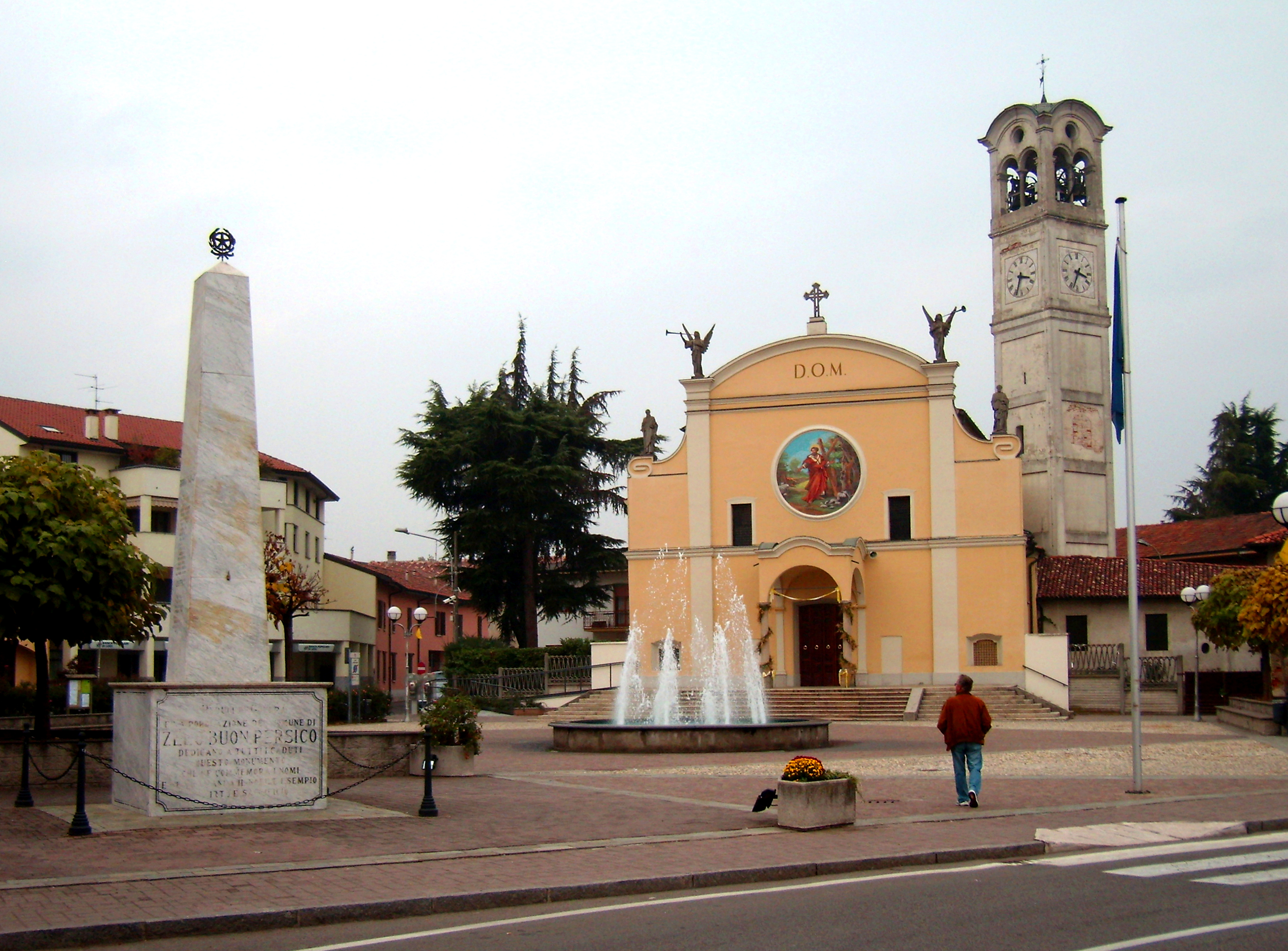
Piazza Italia in Zelo Buon Persico

| Jaar | Inwoneraantal |
| ---- | ------------- |
| 1991 | 4058          |
| 2001 | 5200          |

## Geografie
Zelo Buon Persico grenst aan de volgende gemeenten: Merlino, Paullo (MI), Spino d'Adda (CR), Mulazzano, Cervignano d'Adda, Boffalora d'Adda, Galgagnano.
Abbadia Cerreto · Bertonico · Boffalora d'Adda · Borghetto Lodigiano · Borgo San Giovanni · Brembio · Camairago · Casaletto Lodigiano · Casalmaiocco · Casalpusterlengo · Caselle Landi · Caselle Lurani · Castelnuovo Bocca d'Adda · Castiglione d'Adda · Castiraga Vidardo · Cavacurta · Cavenago d'Adda · Cervignano d'Adda · Codogno · Comazzo · Cornegliano Laudense · Corno Giovine · Cornovecchio · Corte Palasio · Crespiatica · Fombio · Galgagnano · Graffignana · Guardamiglio · Livraga · Lodi · Lodi Vecchio · Maccastorna · Mairago · Maleo · Marudo · Massalengo · Meleti · Merlino · Montanaso Lombardo · Mulazzano · Orio Litta · Ospedaletto Lodigiano · Ossago Lodigiano · Pieve Fissiraga · Salerano sul Lambro · San Fiorano · San Martino in Strada · San Rocco al Porto · Sant'Angelo Lodigiano · Santo Stefano Lodigiano · Secugnago · Senna Lodigiana · Somaglia · Sordio · Tavazzano con Villavesco · Terranova dei Passerini · Turano Lodigiano · Valera Fratta · Villanova del Sillaro · Zelo Buon Persico
1. ↑  https://demo.istat.it/?l=it.